# Люк Харпър
Люк Харпър (на английски: Luke Harper) е бивш професионален кечист.
Дебютира в WWE през 2012 г. заедно с отбора на Семейство Уаят. Бие се в един отбор заедно с Брей Уаят и Ерик Роуън. На 17 ноември 2014 година побеждава Долф Зиглър в мач за интерконтиненталната титла.
Умира от заболяване на белите дробове на 26 декември 2020 г.

## Захвати
As Luke Harper
- Discus clothesline
- Truckstop
- Big boot
- Body avalanche

### Титли и постижения
- All Elite Wrestling
  - Шампион на телевизия TNT (1 път)
- Alpha-1 Wrestling
  - Шампион на A1 Zero Gravity (1 път)
- Jersey All Pro Wrestling
  - Шампион в тежка категория на JAPW (1 път)
  - Шампион на New Jersey State JAPW (1 път)
  - Отборен шампион на JAPW (1 път) – с Некро Бътър
- Next Era Wrestling
  - Шампион в тежка категория на NEW (1 път)
- NWA Empire
  - Шампион в тежка категория на Empire NWA (1 път)
- NWA Mississippi
  - Телевизионен шампион на Southern NWA (1 път)
- Pro Wrestling Illustrated
  - PWI 500 го класира на No. 24 от топ 500 единични кечисти през 2015
- Rochester Pro Wrestling/NWA Upstate/NWA New York
  - Шампион на Upstate Kayfabe Dojo NWA (1 път)
  - Шампион в тежка категория на Upstate NWA/New York NWA (3 пъти)
  - Отборен шампион на RPW (1 път) – с Нощния Фреди
  - Телевизионен шампион на Upstate RPW/NWA (1 път)
- Squared Circle Wrestling
  - Шампион в тежка категория на 2CW (2 пъти)
- World of Hurt Wrestling
  - Шампион на Съединените щати на WOHW (3 пъти)
- Wrestling Observer Newsletter
  - Най-добър трик (2013) – Семейство Уайът
- WWE
  - Интерконтинентален шампион на WWE (1 път)
  - Отборен шампион на Разбиване на WWE (2 пъти) – с Брей Уайът и Ренди Ортън, и с Ерик Роуън
  - Слами награда За срещата на годината (2014) – Отбор Сина срещу Отбор Орган на Сървайвър сериите
- WWE NXT
  - Отборен шампион на NXT (1 път) – с Ерик Роуън